# هيلدا أوستبو
هيلدا أوستبو (بالنرويجية: Hilde Østbø‏) مواليد 1 سبتمبر 1974 في ستافانغر، هي لاعبة كرة يد نرويجية. مثلت منتخب النرويج لكرة اليد للسيدات. شاركت في دورة الألعاب الأولمبية الصيفية سنة 1996.

## روابط خارجية
- هيلدا أوستبو على موقع الاتحاد الأوروبي لكرة اليد (الإنجليزية)
- هيلدا أوستبو على موقع الاتحاد النرويجي لكرة اليد (النرويجية)
- هيلدا أوستبو على موقع أوليمبيديا (الإنجليزية)